# Thomas Nicholson Gibbs
Pour les articles homonymes, voir Thomas Gibbs et Gibbs.
Thomas Nicholson Gibbs (11 mars 1821-7 avril 1883) est un homme politique canadien de l'Ontario. Il est député fédéral libéral-conservateur de la circonscription ontarienne d'Ontario-Sud de 1867 à 1874 et de 1876 à 1878. Il est ministre dans le cabinet du premier ministre John A. Macdonald.

## Biographie
Né à Terrebonne dans le Bas-Canada, Gibbs s'installe avec sa famille à Oshawa dans le Haut-Canada en 1832. Dans cette localité il se lance dans le monde des affaires et banquier.
Avec l'élection de 1867, il entre en politique en siégeant comme député de la circonscription d'Ontario-Sud à la Chambre des Communes du Canada. Réélu en 1872, il est défait en 1874. De retour lors d'une élection partielle en 1876, il est à nouveau défait en 1878. 
En 1873, il entre au cabinet à titre de secrétaire d'État des provinces, de Surintendant général des Affaires indiennes et de ministre du Revenu intérieur.
Nommé au Sénat du Canada en 1880, il représente la division sénatoriale ontarienne de Newmarket jusqu'à son décès en 1883.
Son frère, William Henry Gibbs, est député fédéral d'Ontario-Nord de 1872 à 1874 et de 1876 à 1878.